# Фонд Емельяна и Татьяны Антонович

Емельян и Татьяна Антонович

Фо́нд Емелья́на и Татья́ны Антоно́вичей (англ. The Antonovych Foundation (Omelan and Tatiana) Inc.) — частный благотворительный фонд организованный Емельяном и Татьяной Антоновичами для поддержки украинской литературы и украинистики. 

## История
Формально фонд является частной корпорацией во главе супругов Антоновичей. Фонд был зарегистрирован 30 декабря 1980 года, а 18 января 1982 года получил статус благотворительной организации.
Деятельность фонда, с одной стороны, состоит в присуждении ежегодной премии, а с другой — в предоставлении средств (денег) на осуществление украинистических проектов.

## Фонд профинансировал
- Реконструкция нового корпуса Бакалаврской библиотеки Киево-Могилянской академии.
- Обновление Львовской научной библиотеки им. Василия Стефаника.
- Создание регионального музея Бойковщина в Долине.
- Передача в пользование сотрудникам украинского посольства в США собственного дома в Вашингтоне в начале 1990-х годов.
- Реставрация выставочного зала-галереи в Украинском музее в Нью-Йорке.